# Metaphycus kozari
Metaphycus kozari är en stekelart som beskrevs av Sugonjaev 1975. Metaphycus kozari ingår i släktet Metaphycus och familjen sköldlussteklar.
Artens utbredningsområde är Ungern. Inga underarter finns listade i Catalogue of Life.